# 마크로메리온
마크로메리온(학명:Macromerion schwartzenbergii)은 반룡목 스페나코돈과에 속하는 단궁류이다. 지금은 멸종된 종으로서 전체적인 몸길이가 2~3m인 거대한 단궁류이다.

## 특징
마크로메리온은 체코의 석탄기 후기 퇴적물에서 나온 비마말리아 단궁강의 멸종된 속이다. 1875년에 미로돈의 한 종으로 명명되었고 1879년에 고유속으로 명명되었다. 마크로메리온은 스페나코돈과에 속하는 반룡류이자 단궁류의 특징인 체온을 조절하는 기능이 있는 돛이 등에 달려 있다. 앞다리와 뒷다리도 매우 길고 튼튼하게 발달되어 있으며 꼬리도 매우 길게 확장되어 있다. 양턱에는 총 15~25개의 톱니 모양을 가진 이빨을 가지고 있다. 먹이로는 당대에 서식했던 곤충, 절지동물, 무척추동물을 주로 잡아먹고 살았을 육식성의 도마뱀으로 추정되는 종이다.

## 생존시기와 서식지와 화석의 발견
마크로메리온이 생존했었던 시기는 고생대의 석탄기로서 지금으로부터 3억 5920만년전~2억 9900만년전에 생존했었던 종이다. 생존했었던 시기에는 유럽을 중심으로 하여서 당시에 존재하였던 초원, 산림에서 주로 서식했었던 단궁류이다. 화석의 발견은 1875년에 유럽의 석탄기에 형성된 지층에서 유럽의 고생물학자들에 의하여 처음으로 화석이 발견되어 새롭게 명명된 종이다.

## 같이 보기
- 파충류
- 고생대
- 석탄기
- 반룡류
- 단궁류
- 도마뱀
- 화석